# Бодин (Немачка)
Бодин (њем. Boddin) општина је у њемачкој савезној држави Мекленбург-Западна Померанија. Једно је од 62 општинска средишта округа Гистров. Према процјени из 2010. у општини је живјело 358 становника. Посједује регионалну шифру (AGS) 13053008.

## Географски и демографски подаци
Бодин се налази у савезној држави Мекленбург-Западна Померанија у округу Гистров. Општина се налази на надморској висини од 32 метра. Површина општине износи 23,6 km².

## Историја
Бодин се први пут помиње 1288. године у документу везаном са за локалну цркву.

## Становништво
У самом мјесту је, према процјени из 2010. године, живјело 358 становника. Просјечна густина становништва износи 15 становника/km².